# Keenan MacWilliam
Keenan MacWilliam, född 30 mars 1989 Toronto, Ontario, är en kanadensisk skådespelare.

## Filmografi
- The Saddle Club - Carole Hanson (2001-2004)
- Get a Clude - Karen( 2002)
- The Best Girl - Alice (2000)
- Are You Afraid Of The Dark? - Emily (2000)
- Must Be Santa - Heather (1999)
- The Bone Collector - Kimmie, Rhymes Syskonbarn (1999)
- Deep In My Heart - Unga Barbara Ann

## Fotnoter
1. ↑  Internet Movie Database, IMDb-ID: nm0534401co0047972, läst: 7 juli 2024.[källa från Wikidata]
2. 1 2 3 4  Reid Hoffman, Linkedin, 5 maj 2003, LinkedIn person-ID: keenan-macwilliam-04b1b738, läst: 23 december 2021.[källa från Wikidata]